# 인간 낙제생
"인간 낙제생"은 1972년 공개된 대한민국의 영화이다.

## 배역
- 신영균
- 황정순
- 김희라